# Ториатбас
Ториатба́с (каз. Торыатбас) — село у складі Чингірлауського району Західноказахстанської області Казахстану. Входить до складу Актауського сільського округу.
У радянські часи село називалось Марксизм або Тіксай.
Населення — 20 осіб (2021; 132 у 2009, 292 у 1999, 372 у 1989).